# Concattedrale di San Michele
La concattedrale di San Michele (Cocathédrale Saint-Michel in francese) è il principale edificio di culto cattolico di Sospello, comune del dipartimento francese delle Alpi Marittime. Il 18 aprile 1951 è stata iscritta nel registro dei monumenti storici.

## Storia
Fu menzionata per la prima volta in un documento del 1220 che riportava come Sospello fosse suddivisa in tre parrocchie. Nel 1378, in seguito allo scisma d'Occidente e al giuramento di fedeltà al Papato Avignonese fatto dalla locale comunità, la chiesa fu elevata al rango di cattedrale. Durante l'epidemia di peste del 1632 gli abitanti di Sospello fecero voto di costruire una nuova cattedrale. Nel 1641 iniziarono i lavori di costruzione sulla base del progetto del nizzardo Giovanni Andrea Guibert. I lavori furono conclusi nel 1672. Nel 1762 furono terminati luna serie di interventi sull'ordine superiore della facciata e sul frontone.
Danneggiata dal terremoto del 1887, fu restaurata l'anno seguente.
All'interno della chiesa è conservato un retablo della Vergine dipinto da Francesco Brea nel 1520.